# Réserve naturelle de Rawa Danau
 (janvier 2010).
Si vous disposez d'ouvrages ou d'articles de référence ou si vous connaissez des sites web de qualité traitant du thème abordé ici, merci de compléter l'article en donnant les références utiles à sa vérifiabilité et en les liant à la section « Notes et références ».
La réserve naturelle de Rawa Danau est une réserve naturelle d'Indonésie située dans la province de Banten dans l'ouest de l'île de Java. C'est la plus vaste forêt de marécage et zone humide de l'île.
Elle abrite un lac d'eau douce de 10 km de long entouré d'une forêt marécageuse, une des dernières à Java à ne pas encore avoir été convertie en rizière. 15 petites rivières se jettent dans le lac depuis les collines environnantes. Le lac lui-même se jette dans la Cidana par une chute de 12 mètres de hauteur, Curug Betung.
Le lac a une profondeur de 1 à 5 mètres. La forêt marécageuse a déjà été décrite comme unique à Java et proposée à la protection par Hoogerwerf en 1936. Parmi les espèces que la réserve abrite, on trouve la jacinthe d'eau (Eichhornia crassipes), Alstonia spatulata, Ficus retusa, Alocasia bantamnensis et la larme-de-Job (Coix lacryma-jobi).

## Sources
- www.wetlands.id.or (Site de Wetlands International Indonesia Programme)